# América Dourada (ort)
América Dourada är en ort i Brasilien.   Den ligger i kommunen América Dourada och delstaten Bahia, i den östra delen av landet, 900 km nordost om huvudstaden Brasília. América Dourada ligger 665 meter över havet och antalet invånare är 14 015.
Terrängen runt América Dourada är huvudsakligen platt, men österut är den kuperad. América Dourada ligger nere i en dal. Det finns inga andra samhällen i närheten.
Omgivningarna runt América Dourada är huvudsakligen savann. Runt América Dourada är det glesbefolkat, med 11 invånare per kvadratkilometer.